# Борцово (Московская область)
Борцово — деревня в Дмитровском районе Московской области, в составе сельского поселения Куликовское. До 2006 года Борцово входило в состав Зареченского сельского округа.

## Расположение
Деревня расположена на северо-западе района, примерно в 25 км к северо-западу от Дмитрова, на одном из ручьёв бассейна реки Сестры, высота центра над уровнем моря 134 м. Ближайшие населённые пункты — Раменье на западе, Караваево на севере, Маншино и Быково — на востоке.

## Население
| 2002 | 2006 | 2010 |
| ---- | ---- | ---- |
| 4    | ↗8   | ↗20  |